# Saké
Pour les articles homonymes, voir Sake.
En français, le mot saké désigne une boisson alcoolisée japonaise à base de riz. Il s'agit d'un alcool de riz produit par fermentation titrant de 11 à 20°, voire plus. En japonais, bien que ce même terme sake (酒) ou o-sake (お酒, prononciation kun'yomi, le « o » marquant le respect, voir Keigo) désigne cette boisson, son sens peut s'étendre selon le contexte à toute boisson alcoolisée, aussi les Japonais utilisent-ils plutôt le terme nihonshu (日本酒, littéralement « alcool japonais »), pour être plus spécifique.
Par extension, ce terme peut être employé pour désigner le « vin de riz » (米酒, mǐjiǔ, « vin de riz ») ou « vin de céréale » (黄酒, huángjiǔ, « alcool jaune ») chinois qui, comme lui, est fabriqué à partir de céréales cuites à la vapeur, inoculées par un activateur amylo-fermentaire nommé « qu » en chinois et kōji en japonais.
Cette boisson, bien que n’ayant sans doute pas été inventée au Japon, fait désormais partie des pratiques alimentaires japonaises traditionnelles. Sa fabrication s’est perfectionnée et épurée au fil des siècles. Elle est initialement considérée comme une boisson des divinités shintos et de la cour impériale, puis est devenue ensuite une boisson emblématique de la nation et une boisson populaire, notamment dans les années 1960 comme en témoigne le film d’Ozu Le Goût du saké. Sa dégustation semble en partie délaissée par les jeunes générations, au début du XXIe siècle.

## Historique

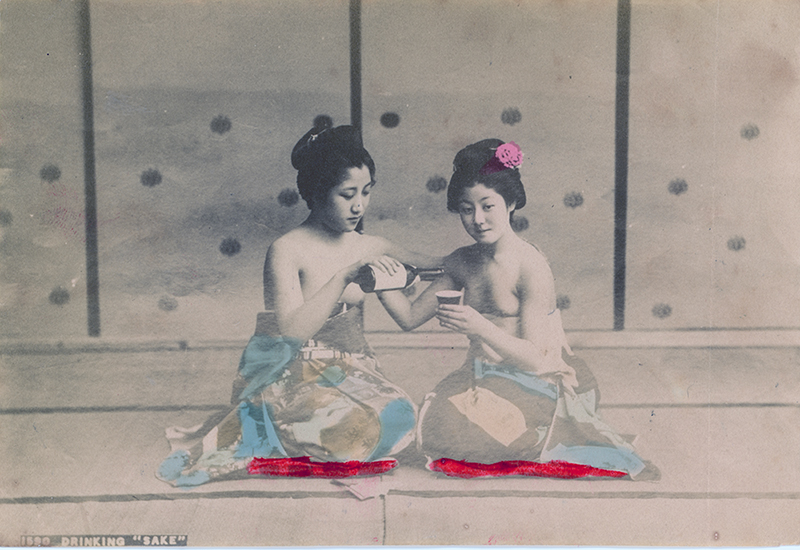
Deux femmes buvant du saké au XIX.

La fabrication du saké de riz aurait été introduite de Chine au Japon peu après la riziculture, à la période Yayoi (IIIe siècle) bien qu'une des premières mentions écrites sur cet alcool dans un texte chinois parle d'une boisson japonaise. Cette fabrication se serait propagée d'ouest en est à partir de Kyūshū et Kinki. Malgré ses origines probablement chinoises, le saké s’ancre au Japon par le shintoïsme et est inséparable de la riziculture. Le shintoïsme n’est pas basé sur des textes et n’a pas pour vocation le salut des êtres, mais est fondé sur des pratiques collectives tournées vers des éléments de la nature. L'inoculation du ferment était des plus primitives, dite kuchikami (口噛み, « mâché dans la bouche »), les céréales cuites étant saccharifiées par la salive, et la fabrication du saké se disait kamosu, dérivé du verbe kamu (mâcher, mordre).
Au VIIIe siècle (période Nara), le saké reçoit ses lettres de noblesse par un édit de la cour impériale, en même temps que les deux religions nipponnes codifient son caractère sacré, en l'intégrant à certains rites. Au IXe siècle (période Heian), l'Enkishiki décrit un procédé de fabrication d'une dizaine de sortes de saké faits de « riz additionné de kōji et d'eau » et fournit des indications sur le chauffage. Une économie monétaire émerge dans cette même période. De la fin de la période Heian à la période Muromachi, la demande en saké croît fortement. Prenant le relais de la cour impériale, les lieux de fabrication de saké se multiplient. En 1420 à Kyoto, 32 fabriques de saké sont présentes dans la ville. En 1468, cette ville en compte plus de 400.
Le Osake no nikki, « Journal du saké », rapporte la découverte du double ensemencement. Le précurseur du saké actuel était né. Au XVe siècle, à Nara, la fabrication de grandes cuves donne un coup de fouet à la production de masse et de nombreux « saké de pays » (地酒, jizake) voient le jour. Le saké « Morohaku » de cette époque est presque identique au saké moderne.
C'est au cours de l'époque d'Edo qu'un brasseur de Nada découvre l’importance de la minéralité de l’eau sur la qualité du saké. L’urbanisation croissante et le commerce vers l’Est élargi aussi le cercle des consommateurs. Plusieurs méthodes de fabrication existent alors, dont le style Kohama. À la période Meiji, l'Institut national des fermentations est fondé et la chimie s'impose ainsi que la plupart des matériaux modernes. La première machine à polir électrique est fabriquée en 1896 et offre un rendement vingt fois plus efficace que le système à pédale d'alors.
Les connaissances et savoir-faire traditionnels relatifs à la fabrication de saké à base de koji au Japon sont inscrits sur la liste représentative du patrimoine culturel immatériel de l'humanité par l'UNESCO en 2024.

## Qu'est-ce que le saké?

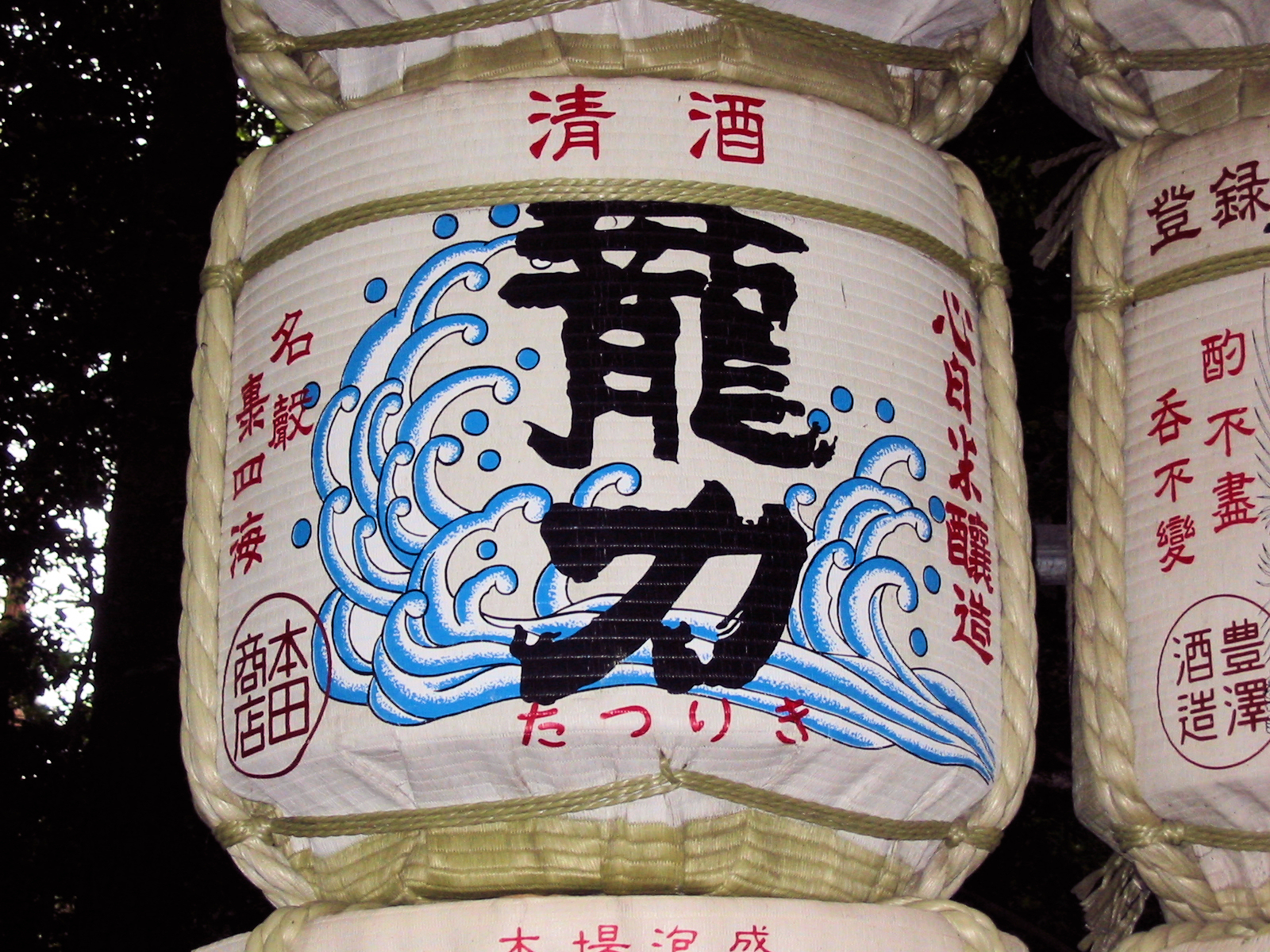
Komodaru (tonneaux de saké) en offrande au temple Meiji-jingu à Tokyo.

Bien que parfois abusivement baptisé vin japonais (Japanese wine) par les Japonais eux-mêmes, le saké, au sens strict de nihonshu, est une « bière de riz », c’est-à-dire une eau de source dans laquelle on a fait étuver et fermenter du riz, après saccharification à l'aide d'une moisissure appelée kōji-kin (麹菌, littéralement « microbe-levure »). Ce champignon ascomycète, dont le nom scientifique est Aspergillus flavus var. oryzae, permet de se dispenser du maltage utilisé pour d'autres alcools. À la différence de la bière, seule une fraction des sakés produits est pétillante.
La qualité d'un saké dépend de trois facteurs essentiels définis par la formule waza-mizu-kome :
- le savoir-faire (技, waza?) du maître brasseur ;
- la qualité de l’eau (水, mizu?) ;
- la qualité du riz (米, kome?) et le degré de son polissage.

Les proportions requises sont 80 % d'eau et 20 % de riz.
Les riz sont soigneusement sélectionnés parmi une centaine de variétés à saké appelées shuzō kōteki mai (酒造好適米) ou simplement shumai (酒米). Les plus populaires sont les variétés Yamada-nishiki (山田錦), Omachi (雄町), Gohyakuman-goku (五百万石) et Miyama-nishiki (美山錦). Le riz à saké se caractérise par la grosseur de ses grains, la présence d'un cœur blanc et opaque dit shinpaku (心白) au centre du grain, et sa faible teneur en protéines.
Sauf exception, le saké ne se conserve pas plus d'un an après sa mise en bouteille.
Chaque région du Japon a son cru : les kura (蔵) ou sakagura (酒蔵, brasseries) des préfectures de Niigata et d'Aomori sont très renommées, mais de modestes jizake (sakés de pays) réservent de bonnes surprises.

## Fabrication
Le riz est d'abord poli pour le débarrasser du son (qui est à l'origine d'arômes désagréables après la fermentation), des graisses et de l'albumine, jusqu'à ne laisser que le cœur du grain, appelé shinpaku (心白), riche en amidon. Ce pourcentage, exprimant le résidu, varie d'un type de saké à l'autre. Plus le grain est poli (fraisé), plus le taux résiduel ou seimaibuai (精米歩合, littéralement « taux de polissage ») sera bas, et plus le saké sera fin.
Le riz est ensuite lavé pour le débarrasser des résidus collés au grain après le polissage. La poudre blanche récupérée, appelée nuka, est envoyée dans le domaine agro-alimentaire ou dans le domaine cosmétique. Le riz est ensuite immergé le temps qu'il atteigne une certaine teneur en eau, puis il est cuit à la vapeur.
Le kōji-kin est appliqué à une partie du riz cuit à la vapeur, qu'il ensemence pendant une durée de 40 à 45 heures. Le produit obtenu, le kōji (麹, littéralement « levure »), entre pour environ 15 % dans la composition du saké final. On prépare également le shubo, un mélange de kōji, de riz blanc cuit à la vapeur, d'eau et d'un mélange de levures pures. Le but est de développer la population des levures qui aura la charge de transformer le sucre en alcool. Cette préparation s'étale sur une durée de deux semaines. Il existe trois méthodes pour réaliser le shubo. Les méthodes kimoto ou yamahai durent une trentaine de jours et sont donc peu utilisées. La méthode sokujo-moto, avec ajout de ferments lactiques pour la protection contre les bactéries, n'a besoin que de quatorze jours et représente 90% de la production.
La fermentation alcoolique a ensuite lieu grâce à l'action des différentes levures sur le mélange eau-riz-kōji-shubo appelé moromi (醪), et dure de quinze jours à un mois, selon la température de fermentation, le type de levures employées et la qualité finale du saké.
Le riz est ensuite pressé pour en extraire le jus qui deviendra le saké, puis filtré pour obtenir, d'un côté, le saké clair, et, de l'autre, les lies blanches ou kasu (粕), qui peuvent être utilisées dans d'autres recettes alimentaires ou comme engrais, et les solides qui n’ont pas été fermentés. On laisse ensuite le saké clair reposer afin de laisser le temps aux derniers solides de se déposer dans le fond de la cuve. Le saké peut ensuite être clarifié au charbon, ce qui va ajuster la saveur et la couleur.
La plupart des sakés sont ensuite pasteurisés, généralement une seule fois. On chauffe le saké très rapidement tout en le faisant passer dans un tuyau plongé dans l'eau chaude. Le but est, comme toute pasteurisation, d'éliminer les dernières bactéries et les enzymes. Le saké est ensuite généralement laissé à reposer pendant quelques mois. Avant embouteillage, de l'alcool distillé est parfois ajouté, puis le saké est mélangé avec de l'eau pure pour réduire le pourcentage d'alcool. Une seconde pasteurisation peut intervenir ensuite.

## Catégories de saké
Seishu est l'appellation officielle pour distinguer le nihonshu des autres alcools. Il est divisé en deux catégories de saké en fonction de leur nature : futsūshu ou tokutei-meishōshu.
Futsūshu (普通酒, « standard, de table ») est le saké le plus consommé (deux-tiers de la production), sans qu'aucune contrainte de taux de polissage du riz ni d'additifs ne lui soit appliquée. Il peut même être dilué et mélangé à l'affinage. Il est le plus souvent consommé chaud (kan, hitohada, atsukan).
Tokutei-meishōshu (特定名称酒, équivalent de l'« appellation contrôlée, de qualité supérieure » française) ou kōkyūshu (高級酒) représente environ 20 % du marché. Pour ce type de saké, le taux de kōji est obligatoirement supérieur à 15 %.
Le tokutei-meishōshu réunit plusieurs appellations contrôlées, en fonction du seimai-buai (pourcentage de riz restant après polissage), de l'addition ou non d'alcool et de la technique de brassage,.
Avec addition d'alcool distillé avant la filtration, les appellations sont :
- Honjōzō-shu (本醸造酒?) : seimai-buai de moins de 70 %. C'est le plus vendu des sakés supérieurs.
- Tokubetsu honjōzō-shu (特別本醸造酒?) : seimai-buai inférieur à 60 %, ou produit par une technique de brassage particulière.
- Ginjō-shu (吟醸酒?) : seimai-buai de moins de 60 %.
- Daiginjō-shu (大吟醸酒?) : seimai-buai inférieur à 50 %.

Sans addition d'alcool, les appellations sont :
- Junmai-shu (純米酒?) : seimai-buai libre, à condition de préciser le taux sur l'emballage.
- Tokubetsu junmai-shu (特別純米酒?) : seimai-buai inférieur à 60 %, ou produit par une technique de brassage particulière.
- Junmai ginjō-shu (純米吟醸酒?) : seimai-buai inférieur à 60 %.
- Junmai daiginjō-shu (純米大吟醸酒?) : seimai-buai inférieur à 50 %. Il est considéré au Japon comme le sommet de l'art du brassage, donnant un bouquet subtil mais aromatique, une saveur fruitée et complexe, et son prix est en conséquence très élevé.

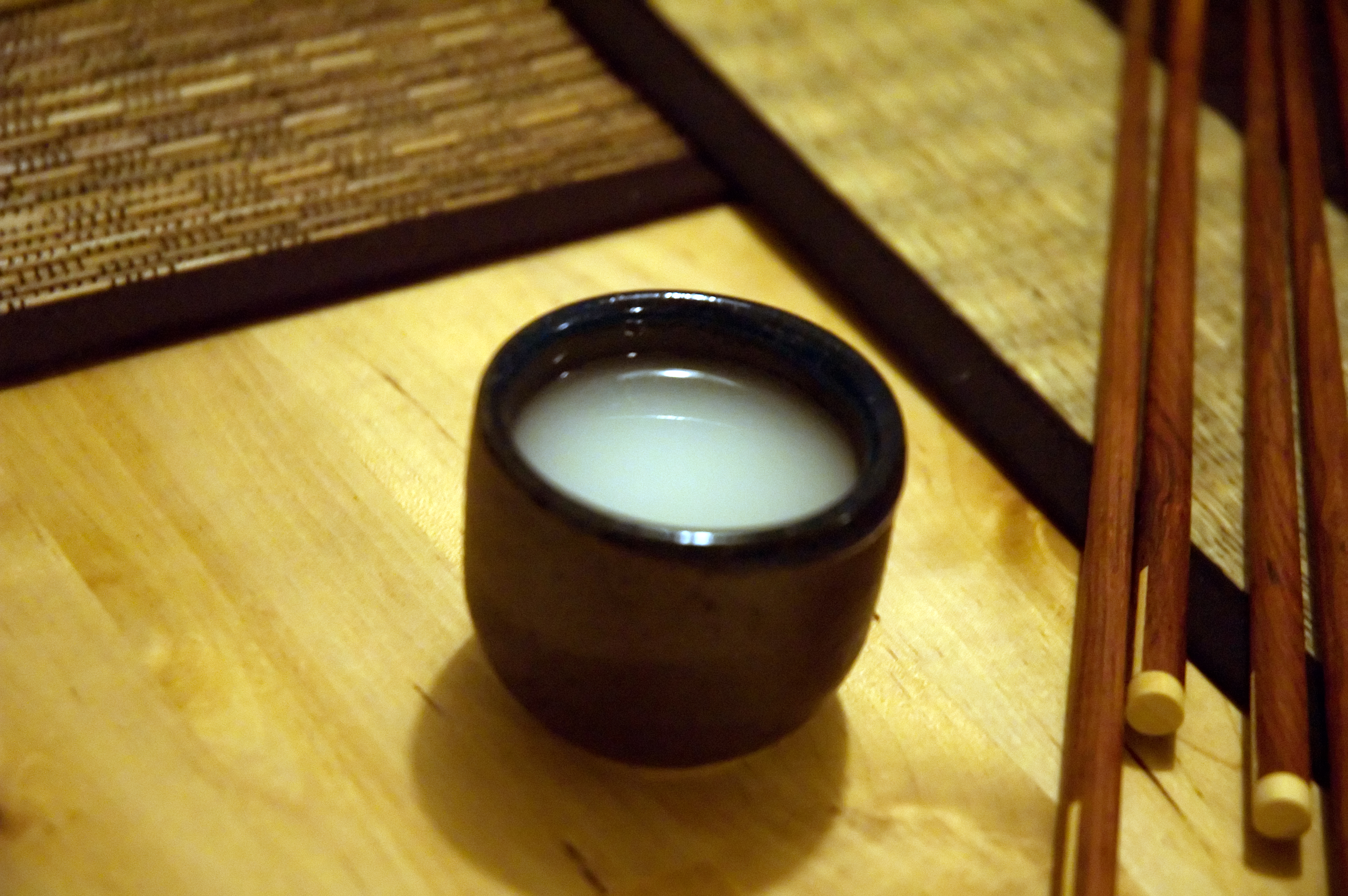
Une coupe de doburoku ou nigorizake.

D'autres appellations existent et viennent s'ajouter aux précédentes. Kuroshu (黒酒) est un saké à base de riz complet non décortiqué (玄米) proche de la méthode chinoise. Doburoku (濁酒) ou nigorizake (濁り酒, « trouble, nuageux ») est un saké non filtré, à l'ancienne. Il est moins alcoolisé et de saveur douceâtre, sa consommation reste marginale. Son équivalent coréen est le makkolli.
Namazake (生酒, « cru ») désigne tout saké non pasteurisé (chauffé une seule fois avant l'expédition), quelle que soit sa catégorie. Ceci est rendu possible grâce aux progrès de la filtration. De saveur piquante et rafraîchissante, il se consomme froid. Genshu (原酒) est un saké pur, sans addition d'eau au moment de l'expression du moromi. Il titre de 18 à 20°.
Enfin, Koshu (古酒), « vieille réserve », est un saké spécial de couleur jaunâtre et saveur mielleuse, se conservant dix à vingt ans.

## Qualités organoleptiques
Voici un exemple d'étiquette pour un saké de qualité supérieure, avec sa traduction :
| 日本酒度 | ＋５（辛口）  |
| 酸度     | １.４（芳醇） |
| ｱﾙｺｰﾙ度  | １５.５％     |
| 使用米   | 美山錦        |
| 麹       | 出羽燦々      |
| 精米歩合 | ５０％        |
| 使用酵母 | 小川酵母      |
| 楽しみ方 | 冷やして      |

| Nihonshu-do         | +5 (sec)           |
| Sando               | 1,4 (moelleux)     |
| Taux d'alcool       | 15,5°              |
| Riz utilisé         | Miyama-nishiki     |
| Kōji                | Dewa-sansan        |
| Seimaibuai          | 50 %               |
| Levure utilisée     | Ogawa              |
| Mode de dégustation | frais (rafraîchir) |

Nihonshudo (日本酒度) est une échelle hydrométrique allant de +10 (sec) à -20 (doux, moelleux). Elle est parfois réduite à la mention amakuchi (甘口, « doux ») ou karakuchi (辛口, « sec »), et deux valeurs intermédiaires, yaya-amakuchi, yaya-karakuchi.
Sando (酸度) est une échelle indiquant le degré d’acidité du saké. Elle exprime en millilitres la quantité d’hydroxyde de sodium qu'il faudrait rajouter à dix millilitres de saké pour obtenir un pH neutre (7).
Seimai-buai (精米歩合) est le pourcentage de riz perlé restant après le polissage, en général entre 30 et 70 %.

## Température de dégustation
Le saké peut être apprécié à différentes températures : froid, chambré ou chauffé. Pour profiter de son goût naturel, il est préférable de choisir un saké « sec » (karakuchi) et de le rafraîchir. Pour profiter du bouquet, choisir des crûs riches en arômes (amakuchi) et les réchauffer.
Hiya (冷) se dit d'un saké servi froid (8 à 12 °C), surtout pour les grands crus ou les jizake servis à l'apéritif. Kan (燗) se dit d'un saké chauffé (dans un pichet ou dans un grand verre), traditionnellement au bain-marie, mais de plus en plus au four à micro-ondes (qui dispose au Japon d'un programme spécifique, kanzaké).
Dans la restauration, il est possible de préciser à la commande la température d'un saké chaud : hitohada ou atsukan. Un saké hitohada (人肌, littéralement « peau humaine ») est chauffé à température du corps, soit 36−37 °C. Un saké atsukan (熱燗) est chauffé à 50 °C : cette préparation s'approche d'un grog en hiver, et le saké contient alors moins d'alcool, en partie perdu par évaporation. Cette préparation est généralement réservée aux sakés de table.

## Récipients

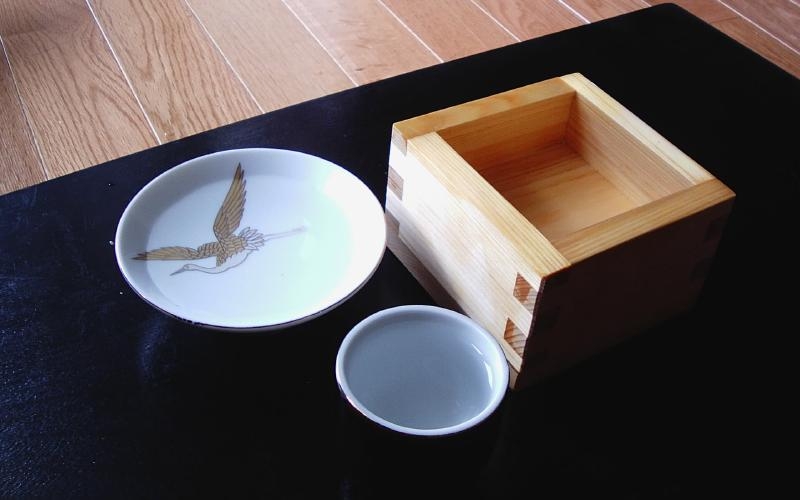
Sakazuki (coupe plate), choko (petite tasse) et masu (boite).

On conserve le saké dans des tonneaux en bois appelés komodaru. On peut aussi le conserver dans des bouteilles traditionnelles appelées heishi.
Depuis l’apparition des sakés modernes, à boire froids, dans les années 1990, l'usage de verres à vin type bordeaux ou bourgogne (à base large) sont appréciés, y compris au Japon. En revanche, les sakés dégustés chauds se boivent dans de petits récipients plus traditionnels en céramique, porcelaine, bois ou métal. Le saké et servi à l'aide d'un shuki, un service composé de pièces variées. On y trouve des coupes ou des verres et une bouteille ou un pichet de type tokkuri (en porcelaine, rarement en verre ou en bambou) ou chirori (généralement en métal). Le chōshi est un pichet en céramique ou plus souvent en métal, avec une anse et un bec verseur, réservé aux occasions auspicieuses ou cérémoniales.
Plusieurs sortes de coupes ou verres à saké existent : guinomi, coupe d'environ 6 à 8 cm de diamètre ; choko, coupe d'environ 4 cm de diamètre ; ou encore masu, gobelet cubique en bois. Enfin, les sakazuki sont des coupes très évasées en porcelaine, ou plus rarement en bois, utilisées essentiellement pour les situations formelles et notamment dans un masu comme lors du mariage shintoïste, avec le chōshi.

## Économie et consommation
En 1975, la consommation annuelle de saké au Japon était de 16,7 millions d'hectolitres. En 2010, elle était de 5,89 millions d'hectolitres, une baisse due notamment au manque d’intérêt des jeunes. Les exportations représentaient 32 000 hL en 2000, mais 85 000 hL en 2010. En 2013, on comptait environ 1 500 brasseries au Japon.
La plus grande région productrice de saké du Japon est située à Kobe (à Nada-ku et Higashinada-ku) et Nishinomiya. Elle est surnommée Nada-Gogō (en) (« les cinq de Nada »), car elle est divisée en cinq zones :
- Nishi-gō à Nada-ku,
- Mikage-gō à Higashinada-ku,
- Uozaki-gō à Higashinada-ku,
- Nishinomiya-gō à Nishinomiya,
- Imazu-gō à Nishinomiya.

## Des appellations parfois abusives
Le saké diffère fondamentalement des autres alcools servis dans les restaurants chinois et vietnamiens d'Europe, appelés abusivement saké par les consommateurs ou même les serveurs. Il s'agit alors le plus souvent d'alcool de sorgho parfumé à la rose Mei Kwei Lu ou beaucoup plus rarement d'alcool de riz Baijiu chinois ou de « Lúa mới » (nouvelle récolte) vietnamien. L'agent qui est à la base de leur transformation en alcool est un autre champignon, Choum-choum (Rhizopus oryzae), et ce sont en général des alcools distillés.

## Dans la culture populaire
Le Goût du saké est le titre donné (pour la diffusion en Occident) au dernier film de Yasujiro Ozu, qui aborde la question du bonheur (1962).